# اچ‌ام‌اس اکتیویتی (دی۹۴)
اچ‌ام‌اس اکتیویتی (دی۹۴) (به انگلیسی: HMS Activity (D94)) یک کشتی بود که طول آن ۵۱۲ فوت ۹ اینچ (۱۵۶٫۲۹ متر) بود. این کشتی در سال ۱۹۴۲ ساخته شد.